# Goffredo
Goffredo ist ein italienischer männlicher Vorname mit der Bedeutung Gottes Friede, ursprünglich entstanden aus den germanischen Bestandteilen god (Gott) und frid (Friede). Für weitere etymologische Ableitungen siehe dort.

## Andere Sprachversionen
- Deutsch: Gottfried
- Englisch: Godfrey, Geoffrey, Geoff
- Französisch: Godefroy

## Bekannte Namensträger
- Goffredo Alessandrini (1904–1978), italienischer Filmregisseur
- Goffredo Bettini (* 1952), italienischer Politiker
- Goffredo Cappa oder Capa (1644–1717), italienischer Geigenbauer
- Goffredo Castiglione (11**–1241), Papst Coelestin IV
- Goffredo Fofi (1937–2025), italienischer Autor sowie Literatur- und Filmkritiker
- Goffredo Lombardo (1920–2005), italienischer Filmproduzent
- Goffredo Malaterra oder Gaufredus, normannischer Chronist des 11. Jahrhunderts
- Goffredo Mameli (1827–1849), italienischer Patriot und Dichter
- Goffredo Marzano (* um 1300; † um 1361), italienischer Condottiere und Kammerherr
- Goffredo Parise (1929–1986), italienischer Schriftsteller und Journalist
- Goffredo Petrassi (1904–2003), italienischer Komponist
- Goffredo Scarciofolo (Jeff Cameron; 19**–1985), italienischer Stuntman und Schauspieler
- Goffredo Venuta (* 1925), italienischer Zisterzienserabt
- Goffredo Unger (1933–2009), italienischer Stuntman und Schauspieler
- Goffredo Wobbe (1884–?), italienischer Ingenieur, Physiker[2] und Erfinder
- Goffredo Zehender (1901–1958), italienischer Autorennfahrer